# Hôtel Mortier de Sandreville
L'hôtel Mortier de Sandreville appelé également hôtel Mortier, hôtel de Sandreville ou hôtel Le Meyrat est un hôtel particulier de la rue des Francs-Bourgeois, à Paris, en France. Construit en 1585 puis remanié en 1767, il est classé depuis 1981 comme monument historique.

## Histoire
L’hôtel est construit sur un terrain plus vaste dit Hôtel Barbette ayant appartenu à la famille d'un prévôt des marchands de Paris Étienne Barbette dont une rue proche porte encore le nom. 
Le terrain, acheté aux héritières de Diane de Poitiers, est loti en 1585 par Claude de Mortier, sieur de Soisy, qui fut notaire et secrétaire du roi. Vers 1586 il fait construire une demeure plus vaste que l'hôtel Carnavalet voisin.
Par succession, l’hôtel est morcelé en deux. Marie Mortier et son époux, Pierre Le Berche, conseiller du roi et grand maître des Eaux et Forêts, héritent de la partie occidentale au n°26 et construisent en 1630, un hotel qui subsiste aujourd’hui, la partie ouest de l’hôtel ayant été démolie en 1826.
Leur fils, Alphonse Le Berche de Sandreville va laisser son nom à l’hôtel. En 1638, ruiné, il cède sa demeure à un financier, Guillaume Cornuel, trésorier général de l’extraordinaire des guerres et son épouse, Anne Bigot, dont le salon fut renommé.
Cette résidence passe ensuite entre plusieurs mains : les Poncet, la famille Vallier-Le Mairat qui fait refaire en 1767 la façade sur rue et surélever l’hôtel d’un étage, avant d’être confisquée et vendue à la Révolution.  
Au cours du XIXe siècle se succèdent encore cinq propriétaires, dont une congrégation qui y installe temporairement entre 1843 et 1870 l’école des Francs-Bourgeois aujourd’hui transférée rue Saint-Antoine, dans l'hôtel de Mayenne.
L’hôtel a été classé en 1981 (arrêté du 15 décembre) puis restauré en 1983-1984. 
En 2016, l’hôtel est une propriété privée qui ne se visite pas mais la cour est parfois accessible en semaine.

## Description

Porte d'entrée rue des Francs-Bourgeois
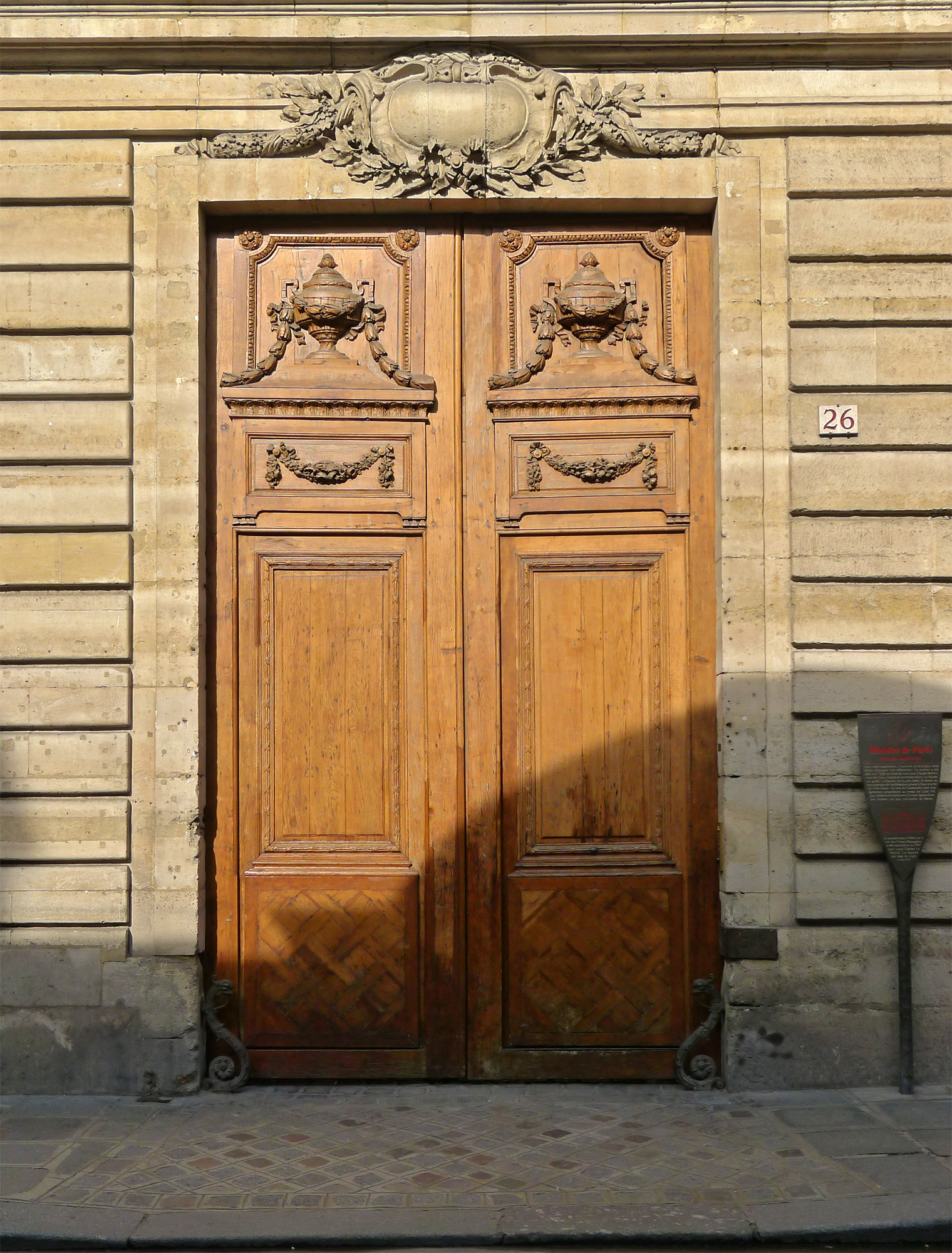
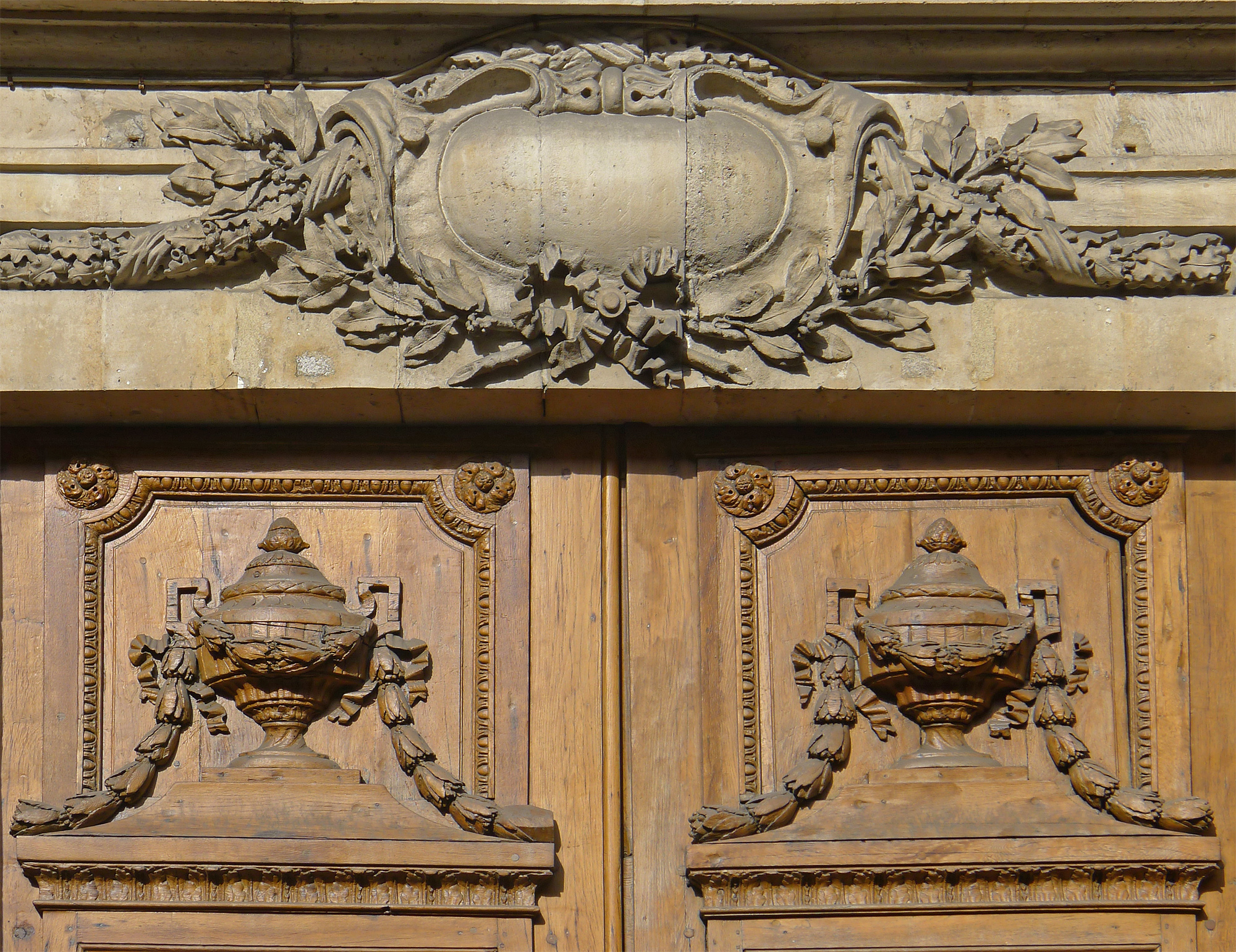
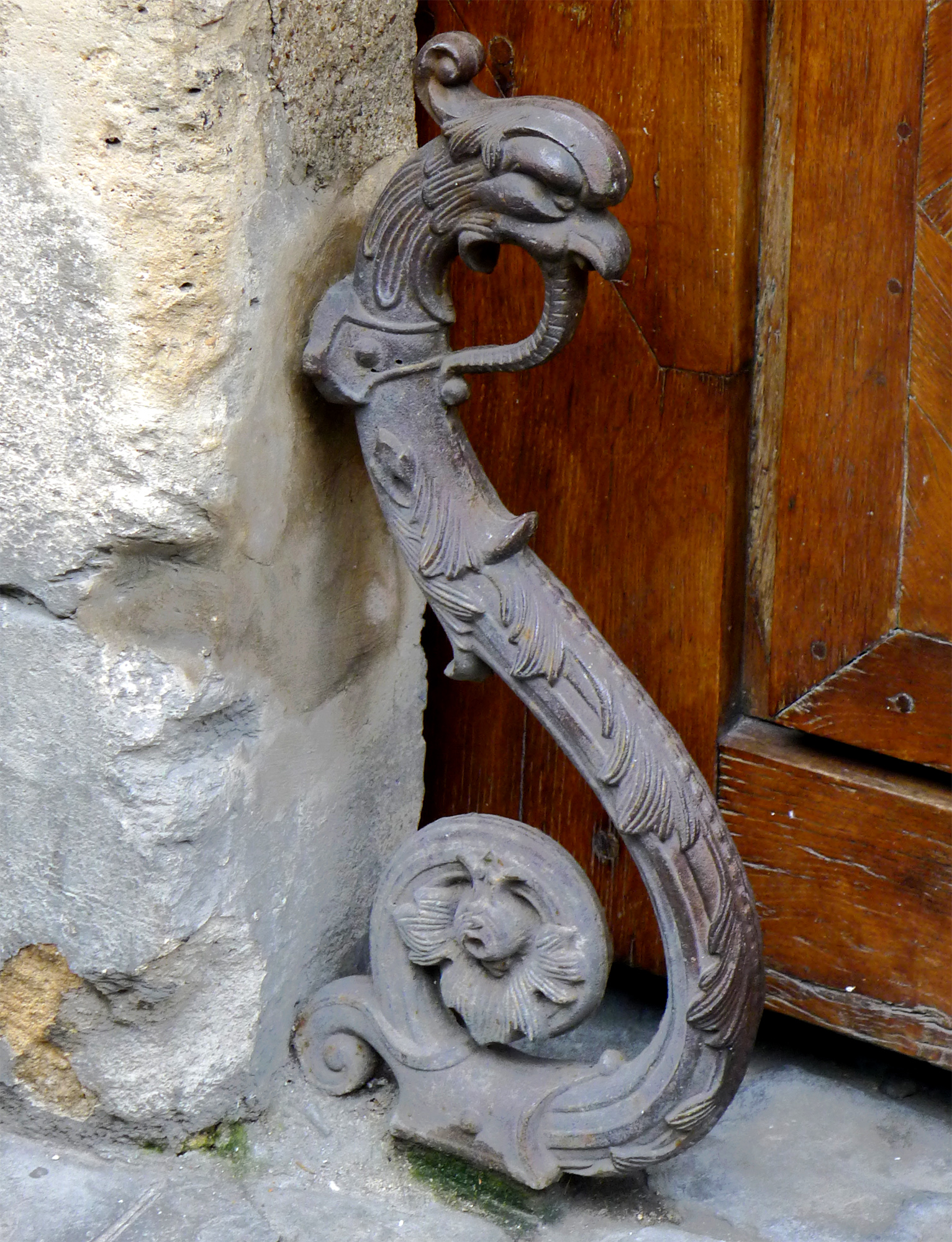